# Cornélio Veerman
Cornélio Veerman CM (* 6. November 1908 in Volendam, Provinz Nordholland, Niederlande; † 12. September 1994) war ein niederländischer Ordensgeistlicher und römisch-katholischer Prälat von Cametá.

## Leben
Cornélio Veerman trat der Ordensgemeinschaft der Lazaristen bei und empfing am 21. Juli 1935 das Sakrament der Priesterweihe. Veerman wurde am 3. Mai 1953 Apostolischer Administrator von Cametá.
Am 27. Februar 1961 ernannte ihn Papst Johannes XXIII. zum Titularbischof von Numida und zum ersten Prälaten von Cametá. Der Bischof von Haarlem, Joannes Antonius Eduardus van Dodewaard, spendete ihm am 22. Mai desselben Jahres die Bischofsweihe; Mitkonsekratoren waren der Bischof von Changzhi, Frans Gerard Constantin Kramer OFM, und der Weihbischof in Utrecht, Theodorus Gerardus Antonius Hendriksen.
Am 8. August 1969 nahm Papst Paul VI. das von Cornélio Veerman vorgebrachte Rücktrittsgesuch an. Zudem verzichtete Veerman am 30. November 1970 auf das Titularbistum Numida.
Cornélio Veerman nahm an der zweiten Sitzungsperiode des Zweiten Vatikanischen Konzils teil.